# Onorina Brambilla
Onorina Brambilla, nota come Nori Pesce, nome di battaglia Sandra (Milano, 27 agosto 1923 – Milano, 6 novembre 2011) è stata una partigiana e sindacalista italiana, insignita della Croce di merito di guerra al valor partigiano.

## Biografia
Onorina Brambilla cresce in una famiglia operaia e antifascista. Trascorre la sua infanzia con la sorella minore Wanda, in via Alfonso Corti 30, nella zona di Lambrate. Suo padre Romeo è operaio alla Bianchi e sua madre Maria è operaia prima alla Agretta, una società che produce bibite, poi alla SAFAR.
La sua storia come partigiana, dall'8 settembre del 1943, nei Gruppi di difesa delle donne prima e poi nei GAP con il nome di battaglia "Sandra", è un fulgido esempio del percorso condiviso da tante donne italiane che non esitarono ad abbandonare la casa, il lavoro e gli affetti per dare il loro contributo, decisivo per la vittoria della lotta d'insurrezione, battendosi contro l'occupazione della Germania nazista e il sorgere della Repubblica Sociale Italiana di Mussolini.
Una vita di impegno e sacrificio, schierata con il 3° GAP “Egisto Rubini”, un piccolo ma agguerrito e determinato gruppo che, agli ordini di Giovanni Pesce, comandante “Visone”, compì imprese leggendarie, disperate e impossibili, nel cuore di Milano, contro obiettivi strategici tedeschi e repubblichini.
Arrestata a Milano il 12 settembre 1944, in seguito a delazione, venne torturata nella casa della gioventù fascista Monza (oggi teatro "Binario7") dallo spietato sergente Wernig delle SS. Successivamente venne internata nel lager "di transito di polizia" di Bolzano dove, nonostante il dramma della prigionia, riuscì a partecipare alle attività di una sezione del Comitato clandestino di liberazione nazionale e alla formazione di una cellula del Partito Comunista Italiano.
Liberata il 30 aprile 1945, tornò a casa a piedi, con una marcia a tappe forzate insieme ad altri compagni, attraverso la Val di Non e i passi della Mendola e del Tonale.
Giunta a Milano, riabbraccerà la famiglia e il suo comandante “Visone”, Medaglia d'oro della Resistenza ed Eroe Nazionale, di cui il 14 luglio 1945 diverrà la compagna di una vita.

### Dopo la guerra
Per decenni militante del Pci e, dopo la svolta della Bolognina, di Rifondazione Comunista, fu dirigente nazionale della Fiom-Cgil e punto di riferimento della Camera del Lavoro di Milano.
Alle elezioni regionali in Lombardia del 1995 è candidata consigliere di Rifondazione e otterrà 203 preferenze senza essere eletta.
Molto attiva nel mondo dell'associazionismo partigiano, nell'Anpi, nell'Aned e nell'Anppia, dopo la scomparsa di Giovanni Pesce nel 2007 è stata presidente onoraria dell'Aicvas, l'Associazione italiana combattenti volontari antifascisti di Spagna.
Nel 2010 ha fondato e costituito, con altri amici e compagni, l'associazione "Memoria Storica - Giovanni Pesce".

## Onorificenze
- Certificato di Patriota del Comando Alleato di Alexander
- Riconoscimento del grado di Sottotenente - Partigiana combattente (1961)
- Croce al Merito di Guerra al "Valor Partigiano" (1962)
- Medaglia d'Oro di Benemerenza dal Comune di Milano (Ambrogino d'Oro 2006)

## Opere
- Onorina Brambilla narrò la sua esperienza nel libro: Il pane bianco (Edizioni Arterigere, Varese 2010)
- Il corpo delle ausiliarie della RSI, in Il Calendario del Popolo, vol. 52, n. 600, Milano, Nicola Teti Editore, luglio-Agosto 1996.

## Filmografia
- Film-documentario Senza tregua di Marco Pozzi (2003).